# مارك ديفيز (لاعب كريكت ويلزي)
مارك ديفيز (بالإنجليزية: Mark Davies)‏ (18 أبريل 1969 في المملكة المتحدة - ) هو لاعب كريكت بريطاني. لعب مع نادي مقاطعة غلوستر للكريكت ‏ ونادي مقاطعة غلاموركن للكريكت ‏.

## وصلات خارجية
- مارك ديفيز على موقع إي آس بي آن كريك إنفو (الإنجليزية)